# Rudi Schiemann
Rudi Schiemann (* 14. Januar 1901 in Königstein/Sächsische Schweiz; † 25. Oktober 1970) war ein deutscher Kabarettist und Schauspieler.

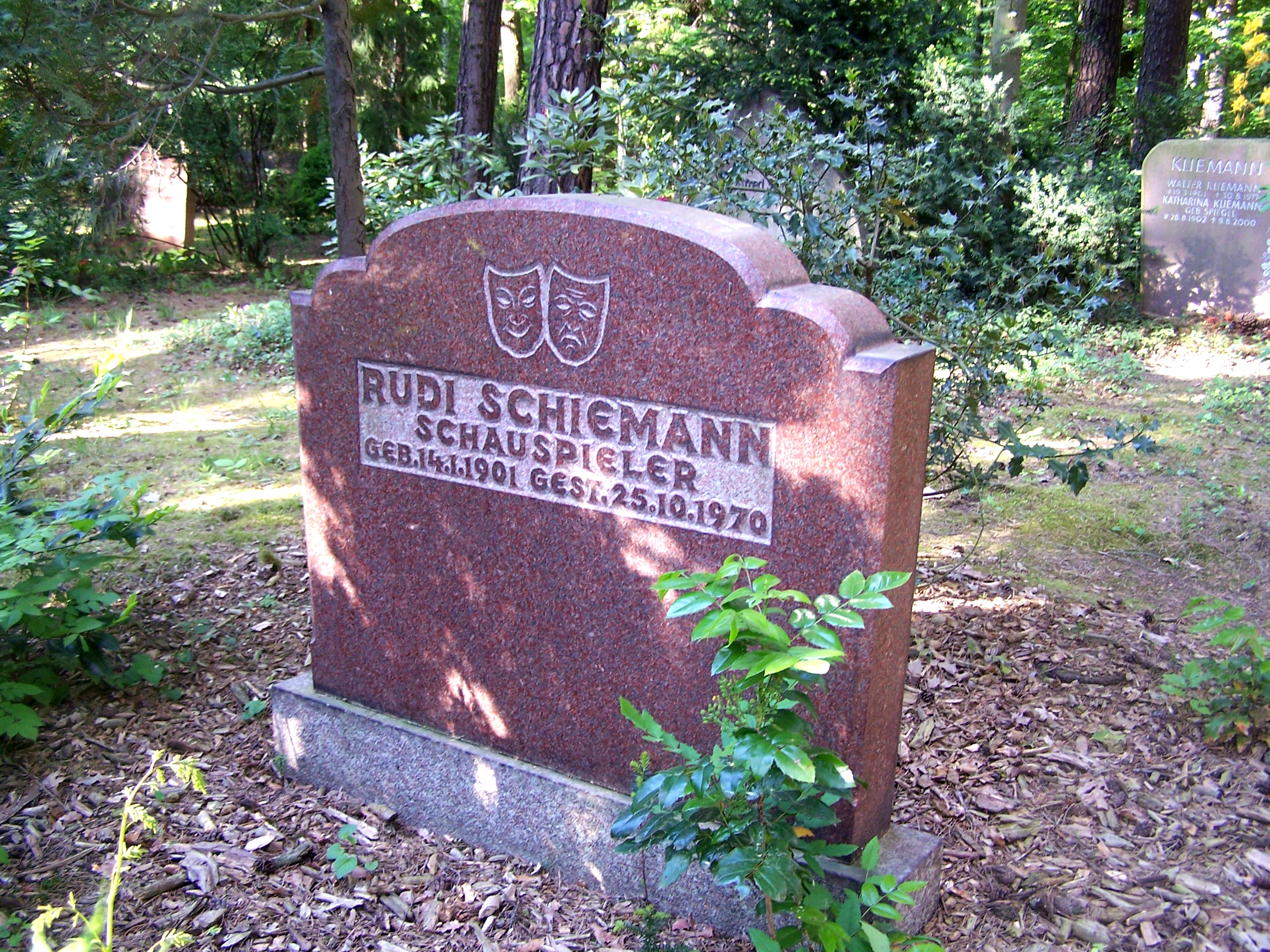
Grab Schiemanns auf dem Dresdner Heidefriedhof

Einer seiner berühmtesten Sketche war Im Opernhaus. Er spielte auch in einigen DEFA-Filmproduktionen in den 1950er-Jahren mit und trat mehrfach in Kurzfilmen der satirischen Filmreihe Das Stacheltier in Erscheinung.
Schiemann wurde auf dem Heidefriedhof in Dresden beigesetzt.

## Filmografie
- 1954: Das Stacheltier – Abseits
- 1954: Hexen
- 1954: Das Stacheltier – Ede sonnabends
- 1955: Das Stacheltier: Hoch die Tassen (Kurzfilm)
- 1956: Das Stacheltier – Die Glocke von Coruptica
- 1956: Junges Gemüse
- 1957: Vergeßt mir meine Traudel nicht
- 1958: Der junge Engländer
- 1959: Bevor der Blitz einschlägt